# Forest Grove
Forest Grove és una població dels Estats Units a l'estat d'Oregon. Segons el cens del 2007 tenia 20.775 habitants.

## Demografia
Segons el cens del 2000, Forest Grove tenia 17.708 habitants, 6.336 habitatges, i 4.131 famílies. La densitat de població era de 1.486,3 habitants per km².
Dels 6.336 habitatges en un 35,9% hi vivien nens de menys de 18 anys, en un 50,3% hi vivien parelles casades, en un 10,2% dones solteres, i en un 34,8% no eren unitats familiars. En el 27,9% dels habitatges hi vivien persones soles el 14,3% de les quals corresponia a persones de 65 anys o més que vivien soles. El nombre mitjà de persones vivint en cada habitatge era de 2,64 i el nombre mitjà de persones que vivien en cada família era de 3,24.
Per edats la població es repartia de la següent manera: un 27,4% tenia menys de 18 anys, un 13,4% entre 18 i 24, un 28,7% entre 25 i 44, un 16,8% de 45 a 60 i un 13,6% 65 anys o més.
L'edat mediana era de 31 anys. Per cada 100 dones de 18 o més anys hi havia 86,6 homes.
La renda mediana per habitatge era de 40.135$ i la renda mediana per família de 47.733$. Els homes tenien una renda mediana de 36.139$ mentre que les dones 25.703$. La renda per capita de la població era de 16.992$. Aproximadament el 10,4% de les famílies i el 14,3% de la població estaven per davall del llindar de pobresa.

## Poblacions més properes
El següent diagrama mostra les poblacions més properes.